# Dusona robusta
Dusona robusta là một loài tò vò trong họ Ichneumonidae.